# Rämshyttan
Rämshyttan er en småort i Borlänge kommun i Sverige, beliggende i Stora Tuna socken cirka 25 kilometer sydvest for Borlänge ved søen Rämen. Rämshyttan ligger meget tæt på grænserne til Ludvika og Säters kommuner. I byen ligger en eksklave af Ludvika kommun.
Lige nord for Rämshyttan, i Grangärde socken og Ludvika kommun, findes ruinerne af Rämshytte bruk (Räms bruk). Her, ved det korte vandløb mellem søerne Rämen og Långsjön, lå der et jernværk og et hammersmedje, nævnt første gang omkring år 1640. Driften ophørte i 1903.
I Rämsbyn i Grangärde socken, lige vest for Rämshyttan, lå Rämshyttans ski- og turiststation. Den blev indviet i 1920 som Skidfrämjandets (nu Friluftsfrämjandet) første friluftsgård. Turiststationen ligger 250 meter over havet og har plads til 70-80 gæster. Der fandtes slalombakke, tennisanlæg, svømmehal, sauna og campingplads, samt idrætsplads ved Tuna-Hästberg. I Rämshyttan er der blevet arrangeret mange uddannelseskurser indenfor forskellige former for idræt, primært for ledere. Turistgården blev til asylboliger i 2014 og har også været det tidligere (første gang i 1984). Den 15. september 2014 nedbrændte turistgårdens hovedbygning. Turistgården drives i dag som feriebebyggelse under navnet Rämsbyns fritidsboende.
Ved Bergslagsbanen umiddelbart syd for byen, i Silvbergs socken i den nuværende Säters kommun, lå Rämshyttans jernbanestation. Herfra udgik der i årene 1912 til 1983 en 10 kilometer lang bibane for godstrafik til Idkerberget.

## Billeder
- Räms bruk och kraftstation.
- Jernbanebro mellem Rämshyttan og Idkerberget.
- Rämshyttans jernbanestation.
- Rämshyttans turiststation 1931.